# Helichus hardwicki
Helichus hardwicki is een keversoort uit de familie ruighaarkevers (Dryopidae). De wetenschappelijke naam van de soort werd in 1825 gepubliceerd door William Sharp Macleay.